# Staunton (Illinois)
Staunton è un comune degli Stati Uniti d'America, situato nell'Illinois, nella contea di Macoupin.